# Де Гарис, Хьюго
Хьюго де Гарис — исследователь применения эволюционных алгоритмов к разработке аппаратных средств для создания искусственного интеллекта. Стал известным в 1990-е благодаря исследованиям о применении генетических алгоритмов для создания искусственных нейронных сетей, используя трехмерный клеточный автомат внутри программируемых пользователем вентильных матриц. Он утверждал, что такой подход позволил бы создать «искусственный мозг», который во много раз превосходит уровень человеческого интеллекта.
Относительно недавно[когда?] он заявил, что большое противостояние между сторонниками и противниками умных машин будет почти неизбежно к концу XXI века и повлечёт за собой миллиарды смертей. Де Гарис предполагает, что разумные машины могут просто устранить человеческую расу, а люди будут не в силах остановить их из-за технологической сингулярности. Это предсказание вызвало обсуждения и критику в сообществе исследователей ИИ, некоторые из его наиболее заметных членов, таких как Кевин Уорик, Билл Джой, Кен Маклауд, Рэймонд Курцвейл и Ханс Моравек, высказали своё мнение на этот счёт.
Поначалу де Гарис изучал теоретическую физику, но потом отдал предпочтение изучению искусственного интеллекта. В 1992 году он получил докторскую степень в Брюссельском университете. Был исследователем в ATR (Telecommunications Research institute international (недоступная ссылка)) в Японии с 1994—2000 год, исследователем в Startlab в Брюсселе с 2000—2001 год, а также доцентом информатики в университете штата Юта с 2001—2006. До выхода на пенсию в конце 2010 года был профессором Сямэньского университета, где преподавал теоретическую физику и информатику, а также возглавлял Лабораторию Искусственного Мозга (Artificial Brain Lab).

## Эволюционирующие устройства
В период с 1993 по 2000 год де Гарис участвовал в исследовательском проекте ATR Human Information Processing Research Laboratories (ATR-HIP), целью которого было создание миллиардно-нейронного искусственного мозга к 2001 году. Проект получил название «cellular automata machine brain» (клеточный автоматический машинный мозг) или «CAM-Brain». На протяжении этих 8 лет Хьюго де Гарис и его коллеги опубликовали ряд научных работ, посвящённых применению генетических алгоритмов для развития искусственных нейронных сетей внутри трехмерного клеточного автомата. Они утверждали, что существующие нейронные модели не смогли продемонстрировать разумное поведение, поскольку были слишком малы, а чтобы создать «искусственный мозг» нужно было вручную собрать вместе десятки тысяч развитых нейронных моделей, для миллиарда нейронов «CAM-Brain» требовалось около 10 миллионов модулей. Игорь Александер отвергнул эту идею, сказав, что «Дело в том, что эти загадки не перестанут быть загадками лишь потому, что мы увеличим количество нейронов в цепи».
Первоначально было предусмотрено, что эти клеточные автоматы будут запущены на специальных компьютерах, как например «Cellular Automata Machine-8» (CAM-8) Массачусетского технологического института, но в 1996 году стало ясно, что предложенная модель была слишком сложной для реализации на данных устройствах. Дизайн был существенно упрощен, и в 1997 году была представлена модель «collect and distribute 1 bit» («CoDi-1Bit»), началась работа по применению устройства с использованием программируемой пользователем вентильной матрицы Xilinx XC6264. Это впоследствии назвали «CAM Brain Machine» (CBM).
Исследователи развивали клеточные автоматы для нескольких задач (используя компьютерное моделирование, а не аппаратное):
- Воспроизведение функции XOR
- Создание битового потока с чередованием 0 и 1 трижды (то есть 000..111..000..).
- Создание битового потока, в котором выходной сигнал чередуется, но может быть изменён из большинства 1s на большинство 0s при изменении исходных данных.
- Распознавание различий между двумя меандрами с разными периодами.
- Распознавание различий между горизонтальными линиями (вход на 2D сетке) и случайным шумом.

В итоге проект не смог создать функциональную систему управления роботом, и ATR завершил его вместе с закрытием ATR-HIP в феврале 2001 года.
Первоначальной целью де Гариса было установить поле «строения мозга» (это его термин), а также «создать индустрию в триллион долларов за 20 лет». На протяжении 1990-х годов в своих работах де Гарис утверждал, что ATR «Robokoneko» (в переводе: робот-котёнок) к 2001 году будет иметь миллиардно-нейронную сеть (CAM-brain) с «вычислительной мощностью эквивалентной 10 000 пентиумов», что даст возможность смоделировать мозг настоящего кота. Де Гарис получил грант в $0.4 миллиона на его создание. Первый «CAM-brain» был представлен ATR в 1999 году. После получения следующего $1 миллиона от компании Starlab де Гарис не успел представить работающий «мозг» до того, как Starlab обанкротилась. В Университет штата Юта де Гарис анонсировал сбор группы «строения мозга» для создания второго поколения «CAM-brain».

## Текущие исследования
Де Гарис опубликовал последнюю работу над «CAM-Brain» в 2002 году. Он говорит, что может создать до 50 000 модулей искусственных нейронных сетей, использую Celoxica FPGA менее чем за $3 000.
С 2002 года он был соавтором нескольких работ об эволюционных алгоритмах.
Он считает, что топологические квантовые компьютеры скоро революционизируют информатику, и надеется хорошо подготовить своих студентов, чтобы они смогли понять принципы их работы.
В 2008 году де Гарис получил грант в 3 миллиона юаней (около $436 000) на создание искусственного мозга в Китае (the China-Brain Project), как составляющей части Brain Builder Group университета Ухань.
Хьюго де Гарис ушёл на пенсию в 2010 году. До этого он руководил Лабораторией Искусственного Мозга в Сямэньском университете Китая. В 2013 году он получил степень доктора математических и физических наук. В ближайшие 20 лет планирует опубликовать курс из 500 бесплатных видео-лекций под названием «degarisMPC», некоторые из них уже доступны.

## Карьера
Сначала де Гарис работал над «CAM-brain», это было частью 8-летнего исследовательского проекта (1993—2000) ATR Human Information Processing Research Laboratories (ATR-HIP) в префектуре Киото, Япония. Этот проект де Гарис оставил в 2000 году, а 28 февраля 2001 года ATR-HIP закрыли. После этого де Гарис переехал в Брюссель для сотрудничества со Startlab, где он получил миллион долларов от государства Бельгии («больше трети от суммы общего бюджета Бельгии на научные исследования», по словам де Гариса). Starlab обанкротилась в июне 2001 года. Спустя несколько месяцев де Гарис занял должность доцента кафедры информатики университета штата Юта. В мае 2006 года он стал профессором интернациональной школы программного обеспечения университета Ухань, преподавая чистую математику, теоретическую физику и информатику.
С июня 2006 года — член консультативного совета Novamente, компании, целью которой является создание сильного искусственного интеллекта.

## Война Артилектов
Де Гарис считает, что большая война в конце 21го века, которая повлечет за собой миллиарды смертей, будет практически неизбежна. Умные машины (или 'Артилекты', сокращенная форма от англ. 'artificial intellects', то есть искусственные интеллекты) будут намного умнее людей, и смогут захватить власть над миром, что приведет к конфликту между 'Космитами', которые поддерживают артилектов и 'Терранами', которые им противостоят (оба термина принадлежат де Гарису). Он описывает этот конфликт как геноцид, акцентируя внимание на том, что миллиарды людей будут убиты. Многие исследователи раскритиковали такой сценарий развития событий, в том числе Крис Малкольм, который описал его как «занимательную фантастическую страшилку для привлечения внимания популярных медиа». Кевин Уорик назвал теорию де Гариса «адским кошмаром, который показывают в таких фильмах как Терминатор».
В 2005 году де Гарис опубликовал книгу, в которой описал свою точку зрения на этот счет. Книга получила название The Artilect War: Cosmists vs. Terrans: A Bitter Controversy Concerning Whether Humanity Should Build Godlike Massively Intelligent Machines.
Космизм это моральная философия, которая одобряет разработку или выращивание сильного искусственного интеллекта, в конечном счете Земля остается Терранам, которые выступают против такого сценария для человечества. Первая половина книги описывает технологии благодаря которым, по мнению автора, в будущем компьютеры смогут быть в миллиарды и триллионы раз умнее людей. Он предвидит, что когда искусственный интеллект усовершенствуется и станет более прогрессивным, чем человеческий, станут распространяться разные взгляды на дальнейшее развитие умных машин, на то, как далеко это может зайти. Космиты будут поддерживать развитие и неограниченный рост ИИ в надежде на то, что «суперинтеллект» однажды колонизирует Вселенную. Согласно «космической» теории виденья истории судьба одного вида на одной лишь планете рассматривается как незначительная в соотношении с судьбой целой Вселенной, космоса, от которой и происходит имя космитов.
Хьюго идентифицирует себя с этой группой и отмечает, что «это было бы трагедией вселенского масштаба, если эволюция остановилась из-за человечества».
Терраны, в свою очередь, будут иметь куда более «земные» геоцентрические взгляды, согласно которым судьба Земли и её видов (например, человечества) на первом месте. Для Терранов будущего без людей следует избегать любой ценой, ведь это наихудший сценарий развития событий. Они будут остерегаться того, что однажды суперинтеллект достигнет такого уровня развития, что уничтожит человечество. Ведь будучи чрезмерно умными и настроенными завоевать Вселенную, Артилекты уже не будут взирать на моральные или этические запреты при истреблении человечества. Таким образом, Терраны будут пытаться уничтожить будущих Артилектов ещё до того, как они будут созданы, пока люди ещё будут в праве что-то решать.
Это две крайние идеологии, которые, по мнению де Гариса, могут предвещать новую мировую войну. 'Великий план' одной из них (Космитов) будет угрожать жизни другой (Терранов) и они не смогут примириться. Это в конечном счете приведет к войне на смерть, ведь Терраны будут считать Космитов «архимонстрами», когда те начнут обсуждать приемлемые риски, а также возможные потери среди населения Земли. В ответ на это Космиты будут воспринимать Терранов как экстремистов и перестанут воспринимать их и их идеи всерьез, обостряя ситуацию, которую вскоре невозможно будет решить мирно.
На протяжении всей книги де Гарис утверждает, что его взгляды амбивалентны и пытается приводить убедительные аргументы для обеих сторон. В конце книги он говорит, что чем больше он думает об этом, тем больше осознает, что он Космит. Ведь, по его словам, несмотря на ужасную возможность того, что человечество может быть уничтожено Артилектами, скорее всего непреднамеренно, он не может игнорировать тот факт, что человеческий вид это всего лишь звено в цепи эволюции, и он в любом случае должен будет вымереть в нынешней форме, в то время как Артилекты станут следующим звеном в этой цепи и, следовательно, отлично справятся с тем, чтобы передать наши научные наработки дальше во Вселенную.
В своей книге он также проводит параллель, рассказывает историю, согласно которой инопланетные разумы посетили Землю три миллиарда лет назад и открыли здесь две формы жизни, одна из них старее и проще доминировала в своё время, но через некоторое время оказалась неспособной к дальнейшему эволюционному развитию; другая форма жизни была моложе, но она активно боролась за своё выживание и проявила потенциал к развитию во все разновидности жизни, существующие на Земле сегодня, в том числе и человечество. Де Гарис спрашивает своих читателей, что бы они выбрали — уничтожить доминирующую старую форму жизни для обеспечения выживания более молодой или уничтожили бы молодую форму жизни, чтобы обеспечить выживание старшей, которая появилась «первой». Он утверждает, что большинство, как и он сам, были бы в смешанных чувствах и не смогли бы определиться поначалу, но поскольку технологии развиваются, этот вопрос вскоре нужно будет решить, придется определиться. По мнению автора, этот вопрос нужно поднимать сейчас, чтобы общество могло выбирать на какую сторону пристать.
Де Гарис также предвидит, что может возникнуть и третья группа. Он называет её Киборгами, они не будут противостоять Артилектам, а захотят ими стать, присоединив некоторые компоненты к своему мозгу, чтобы выжить. Они будут постепенно сливаться с машинами, считая, что дихотомии между Космитами и Терранами можно избежать, если все люди станут Артилектами. Движение трансгуманизма часто ассоциируют с Киборгами.
Концепция де Гариса о Киборгах могла появиться после разговора с Кевином Уориком, в 2000 году он сказал: «чисто из любопытства я спросил Кевина Уорика, кто он — Терран или Космит. Он ответил, что он против создания Артилектов (то есть, он Терран). Я был удивлен и почувствовал дрожь по телу. Это напомнило мне момент из биографии Ленина, которую я читал, когда мне было 20. Большевики и меньшевики впервые стали вести дискуссию о будущем России. Разногласия в их взглядах стали причиной Гражданской войны в России после 1917 года между белогвардейцами и красногвардейцами».

## Цитаты
- «Люди не могут стать на пути высшей формы эволюции. Эти машины подобны Богу. Создать их — человеческая судьба».

- «Я убежден, что идеологические противоречия между этими двумя группами будут настолько сильными, что большая война Артилектов, которая убьет миллиарды людей, будет почти неизбежна к концу XXI века». — из речи в 2005 году о конфликте Космитов и Терранов.
- «Через двадцать лет автор предполагает, что индустрия создания ИИ станет одной из ведущих в мире, наряду с нефтяной, автомобильной и строительной». — предсказание сделанное в 1996 году.